# Phaeochroops ninbin
Phaeochroops ninbin là một loài bọ cánh cứng trong họ Hybosoridae. Loài này được Kuijten miêu tả khoa học năm 1981.